# Myleus
Myleus – rodzaj ryb kąsaczokształtnych z rodziny piraniowatych (Serrasalmidae).

## Występowanie
Ameryka Południowa.

## Klasyfikacja
Gatunki zaliczane do tego rodzaju:
- Myleus altipinnis
- Myleus arnoldi
- Myleus asterias
- Myleus knerii
- Myleus levis
- Myleus lobatus
- Myleus micans
- Myleus pacu
- Myleus altipinnis
- Myleus rhomboidalis
- Myleus schomburgkii – pirania pasiasta[3]
- Myleus setiger
- Myleus ternetzi
- Myleus tiete
- Myleus torquatus

Gatunkiem typowym jest Myleus setiger.